# 上土朝日稲荷神社

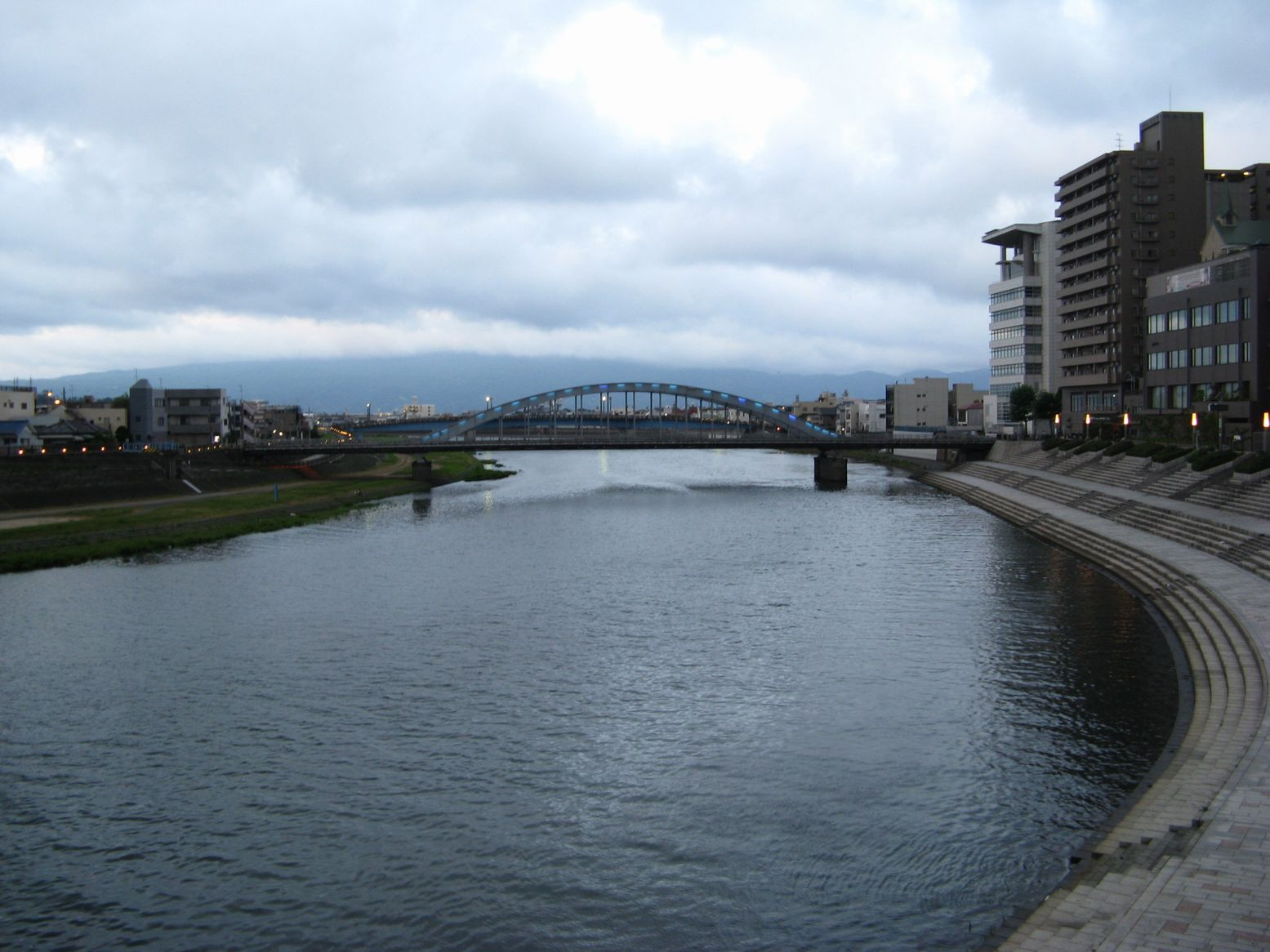
御成橋（北側）。右側奥の街灯の裏側に社殿がある。

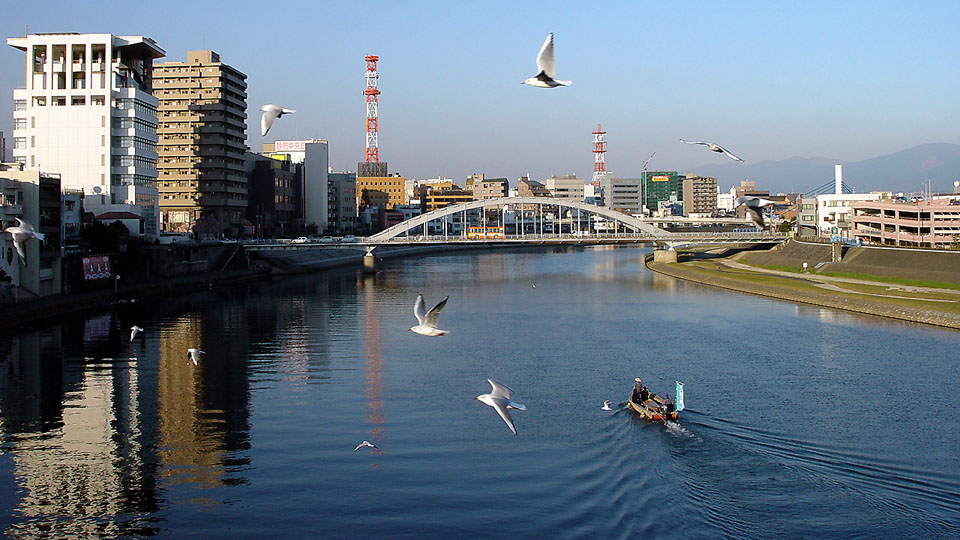
御成橋（南側）。橋の左端の奥に社殿がある。

上土朝日稲荷神社（あげつちあさひいなりじんじゃ）は、静岡県沼津市上土(あげつち)町に所在する神社。
かつて当地に所在した三枚橋城（沼津城の前身）の名残となる神社である。現在は沼津日枝神社の兼務社となっている。

## 概要
1577年（天正5年）に武田勝頼が三枚橋城を築城する際に、城地守護のため稲荷社・天神社を祀った。
廃城後も神社は存続したが、沼津城築城に伴い、城主の水野氏が新たな稲荷社（現・城岡神社）を建立したため、元々の稲荷社・天神社は旧城址の古堀跡に遷座し、明治時代の更なる遷座を経て現在地に鎮座することになった。
狩野川に架かる御成橋の北西、沼津リバーサイドホテルの裏、沼津あげつち商店街振興組合が入る「あげつち会館」横に、狩野川脇の「かのがわ風のテラス」を望む格好で鎮座している。
沼津あげつち商店街によって奉斎されており、「きつねの嫁入り行列」イベントが催されたりする他、アニメ「ラブライブ!サンシャイン!!」に登場する神社としても知られ、コラボ企画が行われたりもしている。